# 브라이트호른
브라이트호른(Breithorn, 문자 그대로 ‘넓은 뿔’을 의미하는 독일어)은 페나인 알프스의 산맥으로 스위스와 이탈리아의 경계에 자리잡은 같은 이름의 해발 4,164m 가장 높은 봉우리(그러나 브라이트호른(서부 정상)라고도 함)이다. 마테호른과 몬테로사 사이의 대략 중간, 테오둘 고개 동쪽에 있는 알프스의 주요 산맥에 있다. 대부분의 대산괴는 빙하로 덮여 있으며, 몇 개의 보조 봉우리를 포함하고 있으며 모두 주요 정상의 동쪽에 있다: 중앙 브라이트호른, 서브라이트호른 쌍둥이(또는 동브라이트호른), 겐다름(또는 동브라이트호른 쌍둥이) 및 로시아 네라. 주요 정상은 때때로 서브라이트호른(독일어: Breithorn(Westgipfel), 이탈리아어: Breithorn Occidentale)이라는 이름으로 구별된다. 가장 가까운 정착지는 체르마트(발레주)와 생자크 (발레다오스타주)이다.
브라이트호른은 4,000m 알파인 봉우리를 가장 쉽게 오를 수 있는 것으로 간주된다. 이는 클라인 마테호른 케이블카가 출발점으로 체르마트에서 3,820m 이상 올라가는 케이블카 때문이다. 표준 루트(SSW 측면)는 이탈리아쪽(남쪽)에서 시작되며, 빙하 고원을 지나 35도 눈 경사면에서 정상까지 올라간다. 그러나 경험이 부족한 등산가는 처마 장식 근처나 악천후에서 주의를 기울이지 않으면 심각한 어려움에 빠질 수 있다. 더 많은 도전을 원하는 숙련된 등반가에게는 브라이트호른 볏의 절반 횡단이 또 다른 옵션이다.
브라이트호른은 1813년 헨리 마이나드(등반가), 요제프-마리 쿠테트, 장 그라스, 장-밥티스테 에린 및 장 자크 에린이 최초로 등반했다.